# Муслукмегантик
Муслукмегантик (англ. Mooselookmeguntic Lake) — озеро в округах Франклин и Оксфорд (штат Мэн, США).

## География
Расположено в западной части штата Мэн, близ границы со штатом Нью-Гемпшир и канадской провинцией Квебек. Четвёртое по величине озеро штата Мэн. Площадь озера составляет 66 км², максимальная глубина — 40 метров, высота над уровнем моря — 446 метров. Объём воды — 0,693 км³. Площадь водосборного бассейна — 1010 км². В нескольких милях от озера проходит Аппалачская тропа.
Основное питание озеро получает из нескольких источников: от реки Капсаптик, впадающей в озеро Капсаптик (фактически северный рукав озера Муслукмегантик) с севера и от рек Рейнджли и Кеннебаго, впадающих в озеро с северо-востока. Сток через озёра Аппер-Ричардсон и Лоуэр-Ричардсон, реку Рэпид, озеро Амбейгог в реку Андроскоггин, которая впадает в залив Мэрримитинг (залив Мэн, Атлантический океан). Между озёрами Муслукмегантик и Аппер-Ричардсон построена плотина, благодаря которой уровень воды в озере Муслукмегантик повысился на 4 метра и оно слилось с озером Капсаптик.
В южной части озера находятся два больших острова — Тутакер и Стьюдентс.
В водах озера водится лосось, американская палия, жёлтый, малоротый и большеротый окунь.